# Aprendizaje cooperativo de lenguas
El aprendizaje cooperativo de lenguas es un enfoque de enseñanza de lenguas basado en un enfoque instruccional más amplio, que se conoce como aprendizaje cooperativo. Una de las premisas fundamentales de este enfoque es la naturaleza interactiva del lenguaje, de la que se desprende:
- Que hablar es una actividad para la cual todo ser humano está programado;

- Que la mayoría del discurso está organizado en forma de diálogo;

- Que la conversación se rige por medio de principios reguladores o máximas conversacionales;

- Que el dominio de estas máximas en otro idioma se logra a través de actividades estructuradas de cooperación.

- Datos: Q2837923